# 뿔소라
뿔소라(학명: Chicoreus asianus)는 뿔소라과 뿔소라속의 복족류의 일종이다.